# Championnat du Mexique de football 1944-1945
Navigation
Saison précédente Saison suivante
La Primera División 1944-1945 est la deuxième édition de la première division mexicaine.
Lors de ce tournoi, le CF Asturias (en) a tenté de conserver son titre de champion du Mexique face aux douze meilleurs clubs mexicains.
Chacun des treize clubs participant au championnat était confronté deux fois aux douze autres.

## Les 13 clubs participants
| \| Mexico: Club América CF Asturias CF Atlante Real Club España Club Deportivo Marte Guadalajara: CF Atlas Chivas de Guadalajara Oro de Jalisco Deportiva Orizabeña Moctezuma de Orizaba Deportivo Veracruz CF Puebla FC León Mexico Guadalajara \| Localisation des clubs engagés dans le championnat. |
| Mexico: Club América CF Asturias CF Atlante Real Club España Club Deportivo Marte Guadalajara: CF Atlas Chivas de Guadalajara Oro de Jalisco Deportiva Orizabeña Moctezuma de Orizaba Deportivo Veracruz CF Puebla FC León Mexico Guadalajara                                                           |

| Club                      | Stade                           | Capacité          | Ville       |
| Club América              | Parque Asturias                 | 25 000            | Mexico      |
| CF Asturias (en)          | Parque Asturias                 | 25 000            | Mexico      |
| CF Atlante                | Stade inconnu                   | Capacité inconnue | Mexico      |
| CF Atlas                  | Stade Felipe Martínez Sandoval  | 10 000            | Guadalajara |
| Real Club España          | Parque España y Club Reforma    | 1 000             | Mexico      |
| Chivas de Guadalajara     | Stade Felipe Martínez Sandoval  | 10 000            | Guadalajara |
| Oro de Jalisco            | Stade Felipe Martínez Sandoval  | 10 000            | Guadalajara |
| FC León                   | Stade inconnu                   | Capacité inconnue | León        |
| Club Deportivo Marte      | Stade inconnu                   | Capacité inconnue | Mexico      |
| Deportiva Orizabeña (en)  | Stade Socum                     | 7 000             | Orizaba     |
| Moctezuma de Orizaba (en) | Stade Moctezuma                 | Capacité inconnue | Orizaba     |
| CF Puebla                 | Stade inconnu                   | Capacité inconnue | Puebla      |
| Deportivo Veracruz        | Parc Deportivo Veracruzano (en) | 12 000            | Veracruz    |

## Compétition
Les treize équipes s'affrontent à deux reprises selon un calendrier tiré aléatoirement.
Le classement est établi sur l'ancien barème de points (victoire à 2 points, match nul à 1, défaite à 0).
Le départage final se fait selon les critères suivants si le titre ou la relégation sont en jeu :
- Le nombre de points.
- Un match de départage.

Sinon le départage final se fait selon les critères suivants :
- Le nombre de points.
- La différence de buts générale.
- La différence de buts particulière.
- Le nombre de buts marqué à l'extérieur.
- Le tirage au sort.

### Classement
| Rang | Équipe                    | Pts | J  | G  | N | P  | Bp | Bc | Diff |
| ---- | ------------------------- | --- | -- | -- | - | -- | -- | -- | ---- |
| 1    | Real Club España          | 38  | 24 | 18 | 2 | 4  | 79 | 41 | +38  |
| 2    | CF Puebla (C)             | 30  | 24 | 14 | 2 | 8  | 53 | 30 | +23  |
| 3    | Moctezuma de Orizaba (en) | 28  | 24 | 12 | 4 | 8  | 55 | 46 | +9   |
| 4    | FC León                   | 27  | 24 | 10 | 7 | 7  | 56 | 47 | +9   |
| 5    | CF Asturias (en) (T)      | 26  | 24 | 12 | 2 | 10 | 72 | 66 | +6   |
| 6    | CF Atlas                  | 24  | 24 | 11 | 2 | 11 | 51 | 54 | -3   |
| 7    | CF Atlante                | 22  | 24 | 9  | 4 | 11 | 67 | 61 | +6   |
| 8    | Deportivo Veracruz        | 22  | 24 | 7  | 8 | 9  | 48 | 49 | -1   |
| 9    | Club América              | 22  | 24 | 9  | 4 | 11 | 47 | 64 | -17  |
| 10   | Chivas de Guadalajara     | 21  | 24 | 6  | 9 | 9  | 50 | 60 | -10  |
| 11   | Club Deportivo Marte      | 21  | 24 | 9  | 3 | 12 | 51 | 67 | -16  |
| 12   | Deportiva Orizabeña (en)  | 19  | 24 | 8  | 3 | 13 | 46 | 57 | -11  |
| 13   | Oro de Jalisco            | 12  | 24 | 4  | 4 | 16 | 38 | 71 | -33  |

| Légende : Abréviations | Légende : Abréviations                                            |
| ---------------------- | ----------------------------------------------------------------- |
|                        | (T) : Tenant du titre (C) : Vainqueur de la Copa México 1944-1945 |

## Bilan du tournoi
| Tableau d'Honneur    |                  |
| Compétition          | Vainqueur        |
| Primera División     | Real Club España |
| Copa México          | CF Puebla        |
| Campeón de Campeones | Real Club España |